# Alkmaar '54 in het seizoen 1961/62
Het seizoen 1961/1962 was het zevende jaar in het bestaan van de Alkmaarse betaaldvoetbalclub Alkmaar '54. De club kwam uit in de Nederlandse Eerste divisie A en eindigde daarin op de 12e plaats, dit betekende dat de club rechtstreeks degradeerde naar de Tweede divisie. Tevens deed de club mee aan het toernooi om de KNVB Beker, hierin werd in de tweede ronde verloren van UVS (2–3).

## Wedstrijdstatistieken

### Eerste divisie A
|       | Alkmaar '54 | BVV   | D.F.C. | DHC   | Eindhoven | Fortuna | Go Ahead | 't Gooi | Haarlem | Helmond | KFC   | Leeuwarden | Sittardia | Stormvogels | SVV   | Veendam | Vitesse |
| ----- | ----------- | ----- | ------ | ----- | --------- | ------- | -------- | ------- | ------- | ------- | ----- | ---------- | --------- | ----------- | ----- | ------- | ------- |
| Thuis | 1 – 5       | 2 – 3 | 0 – 1  | 0 – 1 | 2 – 3     | 3 – 1   | 0 – 0    | 1 – 2   | 2 – 0   | 4 – 0   | 3 – 2 | 4 – 2      | 0 – 2     | 6 – 1       | 2 – 2 | 1 – 0   | 2 – 3   |
| Uit   | 1 – 1       | 1 – 1 | 2 – 3  | 3 – 1 | 2 – 0     | 1 – 0   | 4 – 1    | 0 – 0   | 0 – 1   | 0 – 1   | 2 – 4 | 2 – 0      | 0 – 1     | 0 – 0       | 1 – 1 | 1 – 2   | 2 – 0   |

### KNVB beker
| 2e ronde                                     | Alkmaar '54                     | 2 – 3 (2 – 2) | UVS                                       |
| 31 maart 1962 Plaats: Alkmaar Alkmaarderhout | Tibor Lőrincz 30' Siem Tijm 40' |               | 10' George Breitner 23', 55' Jan Kluivers |

## Statistieken Alkmaar '54 1961/1962

### Eindstand Alkmaar '54 in de Nederlandse Eerste divisie A 1961 / 1962
| Stand | Gespeeld | Gewonnen | Gelijk | Verloren | Punten | Doelpunten voor | Doelpunten tegen |
| ----- | -------- | -------- | ------ | -------- | ------ | --------------- | ---------------- |
| 12e   | 34       | 13       | 7      | 14       | 33     | 50              | 50               |

### Topscorers
| #                    | Naam           | Goal |
| -------------------- | -------------- | ---- |
| 1.                   | Tibor Lőrincz  | 16   |
| 2.                   | Siem Tijm      | 8    |
| 3.                   | Jan Kooge      | 7    |
| 4.                   | Piet Buis      | 5    |
| 5.                   | Arie Koopman   | 3    |
| 6.                   | Johan Engelsma | 2    |
| 6.                   | Cor Heijmans   | 2    |
| 6.                   | Nico Wagemaker | 2    |
| 9.                   | Hein Pitters   | 1    |
| 9.                   | Gerhard Siedl  | 1    |
| 9.                   | Wim Visser     | 1    |
| Onbekende doelpunten |                |      |
| –                    | Onbekend       | 2    |
| Totaal               | Totaal         | 50   |

| #      | Naam          | Goal |
| ------ | ------------- | ---- |
| 1.     | Tibor Lőrincz | 1    |
| 1.     | Siem Tijm     | 1    |
| Totaal | Totaal        | 2    |